# Стрибки у воду на Чемпіонаті Європи з водних видів спорту 2022 — змішаний синхронний трамплін, 3 метри
Змагання зі змішаних синхронних стрибків у воду з трампіліна на Чемпіонаті Європи з водних видів спорту 2022 відбулись 17 серпня.

## Результати
| Місце | Країна          | Спортсмени                          | Бали  | Бали  | Бали  | Бали  | Бали  | Бали    |
| Місце | Країна          | Спортсмени                          | T1    | T2    | T3    | T4    | T5    | Загалом |
| ----- | --------------- | ----------------------------------- | ----- | ----- | ----- | ----- | ----- | ------- |
| 1     | Німеччина       | Лоу Массенберг Тіна Пунцель         | 47.40 | 46.20 | 66.60 | 67.89 | 66.60 | 294.69  |
| 2     | Велика Британія | Джеймс Гітлі Грейс Рід              | 45.00 | 45.60 | 65.70 | 67.50 | 66.96 | 290.76  |
| 3     | Італія          | К'яра Пеллакані Маттео Санторо      | 48.60 | 45.60 | 61.20 | 66.96 | 61.20 | 283.56  |
| 4     | Швеція          | Емілія Нільссон Еліас Петерсен      | 44.40 | 45.60 | 63.00 | 63.90 | 66.60 | 283.50  |
| 5     | Швейцарія       | Маделін Коквез Ґійом Дютуа          | 45.00 | 39.00 | 62.10 | 60.30 | 66.96 | 273.36  |
| 6     | Україна         | Вікторія Кесарь Станіслав Оліферчик | 45.00 | 42.00 | 57.60 | 60.30 | 64.17 | 269.07  |
| 7     | Іспанія         | Макс Лінан Рокіо Велазкез           | 40.80 | 40.80 | 60.30 | 59.52 | 58.50 | 259.92  |
| 8     | Франція         | Жуль Боєр Наїс Жіллє                | 42.60 | 39.60 | 55.44 | 50.40 | 51.84 | 239.88  |